# Ayumi Miyazaki
Ayumi Miyazaki (宮崎歩 Miyazaki Ayumi) (25 de Agosto de 1971) ou simplesemente Ayumi é um cantor e compositor japonês, famoso por seu trabalho em Digimon.
Ayumi cantou o tema de evolução para Digimon Adventure ("Brave Heart"), Digimon Adventure 02 ("Break up" e "Beat Hit") e também o segundo tema de evolução para Digimon Frontier ("The last element").
No anime Mushrambo cantou a abertura ("Power Play") e uma música da trilha sonora também usada como tema de encerramento dos filmes da série ("Oasis").
O seu pai é Naoshi Miyazaki, também esteve em São Paulo em 2006.
Em 2012 participou do Super-Con em João Pessoa, onde além dos temas de evolução, também cantou o tema de abertura de Digimon Tamers, a música "The Biggest Dreamer".

## Singles de Digimon
Brave Heart (25 de Junho de 1999
1. "Brave Heart"
2. "Shinka de Guts!" (Digimon Shinkers)
3. "Brave Heart" (Original Karaoke)
4. "Shinka de Guts!" (Original Karaoke)

Break Up! (10 de Maio de 2000)
1. "Break Up!"
2. "Zettai All Right ~Digimental Up!~" (Armor Shinkers)
3. "Zettai All Right~Digimental Up!~" (Original Karaoke)
4. "Break Up! (Original Karaoke)"

Beat Hit! (11 de Fevereiro de 2001)
1. "Beat Hit!"
2. "Forever Friends" (Hassy)
3. "Beat Hit!" (Original Karaoke)
4. "Forever Friends" (Original Karaoke)

The Last Element (5 de Fevereiro de 2003)
1. "The Last Element"
2. "Miracle Maker" (Spirit of Adventure)
3. "The Last Element" (Original Karaoke)
4. "Miracle Maker" (Original Karaoke)

## Outros Singles
Power Play (5 de Abril de 2000)
1. "Power Play"
2. "Oasis"
3. "Power Play" (Original Karaoke)
4. "Oasis" (Original Karaoke)